# Wim Vansevenant
Wim Vansevenant (Diksmuide, 23 dicembre 1971) è un ex ciclista su strada belga, professionista dal 1995 al 2008.

## Carriera
Trascorre gli ultimi mesi della stagione 1994 da stagista nella squadra olandese Wordperfect-Colnago-Decca. L'anno successivo passa professionista con la Vlaanderen 2002-Eddy Merckx, rimanendovi per quattro anni e ottenendo la sua prima vittoria, una tappa al Tour de Vaucluse, nel 1996.
Negli anni che seguono cambia ben quattro squadre, la Collstrop-De Federale Verzekeringen nel 1999, la Farm-Frites (ex TVM) nel 2000, la Mercury-Viatel nel 2001 e infine la Palmans-Collstrop, frutto della fusione tra Collstrop e Palmans-Ideal, nel 2002.
Nel 2003 decide infine di trasferirsi alla più quotata Lotto-Domo, ritrovando Mario Aerts, suo compagno alla Vlaanderen 2002 per tre anni. Rimarrà con la Lotto, poi divenuta Davitamon, Predictor e Silence, fino al 2008, anno in cui dà l'addio all'attività professionistica.
Detiene il singolare primato di essere arrivato per tre volte consecutive (2006, 2007 e 2008) ultimo al Tour de France. Curiosamente, al Tour de France 2005 era arrivato penultimo, davanti al solo Iker Flores.
È il padre di Mauri Vansevenant.

## Palmarès
- 1996

2ª tappa Tour de Vaucluse

## Piazzamenti

### Grandi Giri
- Giro d'Italia

2000: fuori tempo (18ª tappa)
- Tour de France

2004: 140º
2005: 154º
2006: 139º
2007: 141º
2008: 145º

### Competizioni mondiali
- Campionati del mondo

Duitama 1995 - In linea Elite: non partito
Hamilton 2003 - In linea Elite: ritirato